# Seán Calleary
Seán Calleary (irisch Seán Mac Giolla Laoire; * 27. Oktober 1931 in Ballina, County Mayo; † 4. Juni 2018 in Galway) war ein irischer Politiker und gehörte von 1973 bis 1992 dem Dáil Éireann, dem Unterhaus des irischen Parlaments an.
Calleary besuchte die Garbally College in Ballina. Danach studierte er an der  University of Galway und erhielt dort einen Abschluss als Bauingenieur.
Von 1967 bis 1987 war er Mitglied des Mayo County Council. 1973 trat er für die Fianna Fáil bei den Unterhauswahlen an und war sogleich im Wahlkreis Mayo East erfolgreich. 
Von 1979 bis 1981 war Calleary unter Taoiseach Charles Haughey Staatsminister im Ministerium für die öffentliche Verwaltung und zum Staatsminister im Arbeitsministerium im Amt. Minister für Landwirtschaft und Fischerei (“Minister for Agriculture, Food and the Marine”) in der Regierung Martin I ernannt. Wegen kurzfristiger Regierungswechsel wurde er von Haughey von Oktober bis Dezember 1982 als Staatsminister im Handelsministerium eingesetzt. 
Als Haughey wiederholt 1987 die Regierungsgeschäfte übernahm, wurde Calleary Staatsminister im Außenministerium mit dem Aufgabenbereich der Entwicklungshilfe. Als Haughey ausschied und Albert Reynolds Regierungschef wurde, verließ Calleary 1992 sein Amt und trat auch nicht mehr bei den Unterhauswahlen an. 
Er war mit Doris seit 1962 verheiratet und ist der Vater von vier Kindern, darunter Dara Calleary, und der Sohn von Phelim Calleary, die beide ebenfalls im Dáil Éireann saßen.